# 拉克夫由 (俄勒岡州)
拉克夫由是美國俄勒岡州萊克縣 (俄勒岡州)的縣治。根據2010年人口普查，本城共有人口2,294人。本城的綽號為「俄勒岡州最高的城鎮」（The Tallest Town in Oregon），因為它是俄勒岡州海拔最高的城鎮。

## 歷史
美國原住民在本城的足跡能追溯至9,000年前。白人探險家、商人和入侵者則於1800年代先後到達這裡。這一帶的首個白人前哨為建於1866年的華納堡。白人興建此前哨是為了保護白人免受土著襲擊。
喬治·克魯克將軍於1870及1880年代活躍於這一帶，大量興建白人營地，佔領土著領土並殺戮土著。而當時的拉克夫由則成為了愛爾蘭和巴斯克牧羊人的聚居地。
這一帶首個建立的鄉村為建於1869年的新松河。而郵局則於10年後的12月8日才建立。於1875年，拉克夫由現今所在的萊克縣自傑克遜縣和沃斯科縣成立。起初，萊克縣的縣治為領匯威樂（今克拉馬斯福爾斯），但後來改為拉克夫充由當縣治。
於1890年，一場大火燒毀了本城75座建築物。本城於1901年完成重建，並以磚和鐵建造房屋。因此，儘管另一場大火於1906年侵襲本城，但僅僅數間房屋遭燒毀。

## 經濟

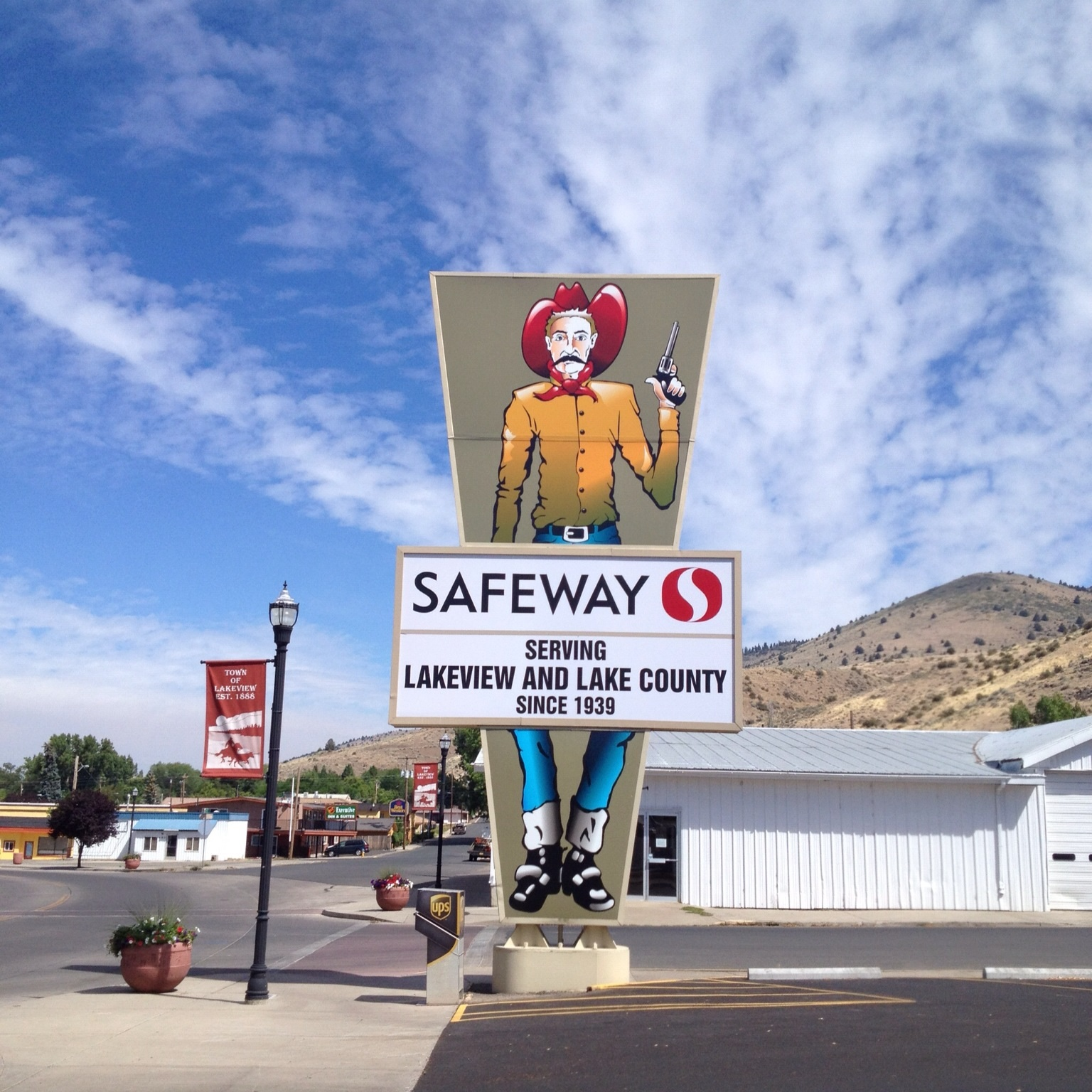
拉克夫由的福威店標誌

拉克夫由擁有幾所學校、一家醫院、一家鋸木廠、珍珠岩礦山和不少農業相關建築。拉克夫由亦擁有兩個鈾礦坑，而這兩個礦坑是於1955年至1960年代期間運作。附近的華納溪懲教設施於2005啟用。但監獄則因很多選民的反對而沒有興建。距離本城的監獄為本城以北4英里（6）的最低設防監獄。
拉克夫由亦於近年開始大力發展旅遊業，發展項目包括釣魚、賞鳥、露營、登山、滑翔、滑翔傘、攀岩、狩獵、野生動物觀賞和野花觀賞。本城以其懸掛式滑翔和滑翔傘活動聞名。本城更於1991年獲得「西方滑翔首都」之稱號。本城亦以熱間歇泉「獵人的溫泉」（Hunter's Hot Springs）聞名。該間歇泉在2009年6月以來已沒有再爆發。

## 地理
本城的海拔為4,800英尺（1,500），使之成為俄勒岡州海拔最高的城市，因而獲得「俄勒岡州最高的城鎮」之綽號。
根據2000年人口普查，拉克夫由的總面積為2.34平方英里（6.1平方），其中有2.33平方英里（6.0平方）為陸地，0.01平方英里（0.026平方）為水域。

## 教育
拉克夫由高中是本城唯一一所高中，該高中向9至12年級學生提供教育。達利中學（Daly Middle School）則向7至8年級學生提供教育。拉克夫由亦有2間小學，向幼稚園至6年級學生提供教育。
不少拉克夫由高中學生均利用伯納德·達利教育基金（Bernard Daly Educational Fund）提供的獎學金支付學費。至今，該基金已經幫助了逾1,600名學生。伯納德·達利在1894年12月協助拯救銀湖火災中的傷者。這次火災導致43人死亡，是俄勒岡州史上最嚴重的火災。

### 氣候
本城一年平均有有35日下雨、12日錄得90 °F（32 °C）或更高的高溫、以及167日錄得零下的低溫。一月的平均溫度為27 °F（−3 °C），而七月的平均溫度則為67 °F（19 °C）。年均降雪量為54英寸（137）。
| 拉克夫由          | 拉克夫由 | 拉克夫由 | 拉克夫由 | 拉克夫由 | 拉克夫由 | 拉克夫由 | 拉克夫由  | 拉克夫由  | 拉克夫由 | 拉克夫由 | 拉克夫由 | 拉克夫由 | 拉克夫由   |
| 月份              | 1月      | 2月      | 3月      | 4月      | 5月      | 6月      | 7月       | 8月       | 9月      | 10月     | 11月     | 12月     | 全年       |
| ----------------- | -------- | -------- | -------- | -------- | -------- | -------- | --------- | --------- | -------- | -------- | -------- | -------- | ---------- |
| 平均高温 °F（°C） | 37 (3)   | 40 (4)   | 47 (8)   | 57 (14)  | 65 (18)  | 74 (23)  | 85 (29)   | 84 (29)   | 74 (23)  | 63 (17)  | 49 (9)   | 40 (4)   | 60 (15)    |
| 平均低温 °F（°C） | 18 (−8)  | 21 (−6)  | 25 (−4)  | 31 (−1)  | 36 (2)   | 43 (6)   | 49 (9)    | 47 (8)    | 40 (4)   | 33 (1)   | 26 (−3)  | 20 (−7)  | 32 (0)     |
| 平均降水量 （mm） | 1.9 (48) | 1.8 (46) | 1.5 (38) | 1.1 (28) | 1.4 (36) | 1.1 (28) | 0.3 (7.6) | 0.2 (5.1) | 0.6 (15) | 1.0 (25) | 1.6 (41) | 1.8 (46) | 14.3 (360) |
| 来源：Weatherbase |          |          |          |          |          |          |           |           |          |          |          |          |            |

## 人口

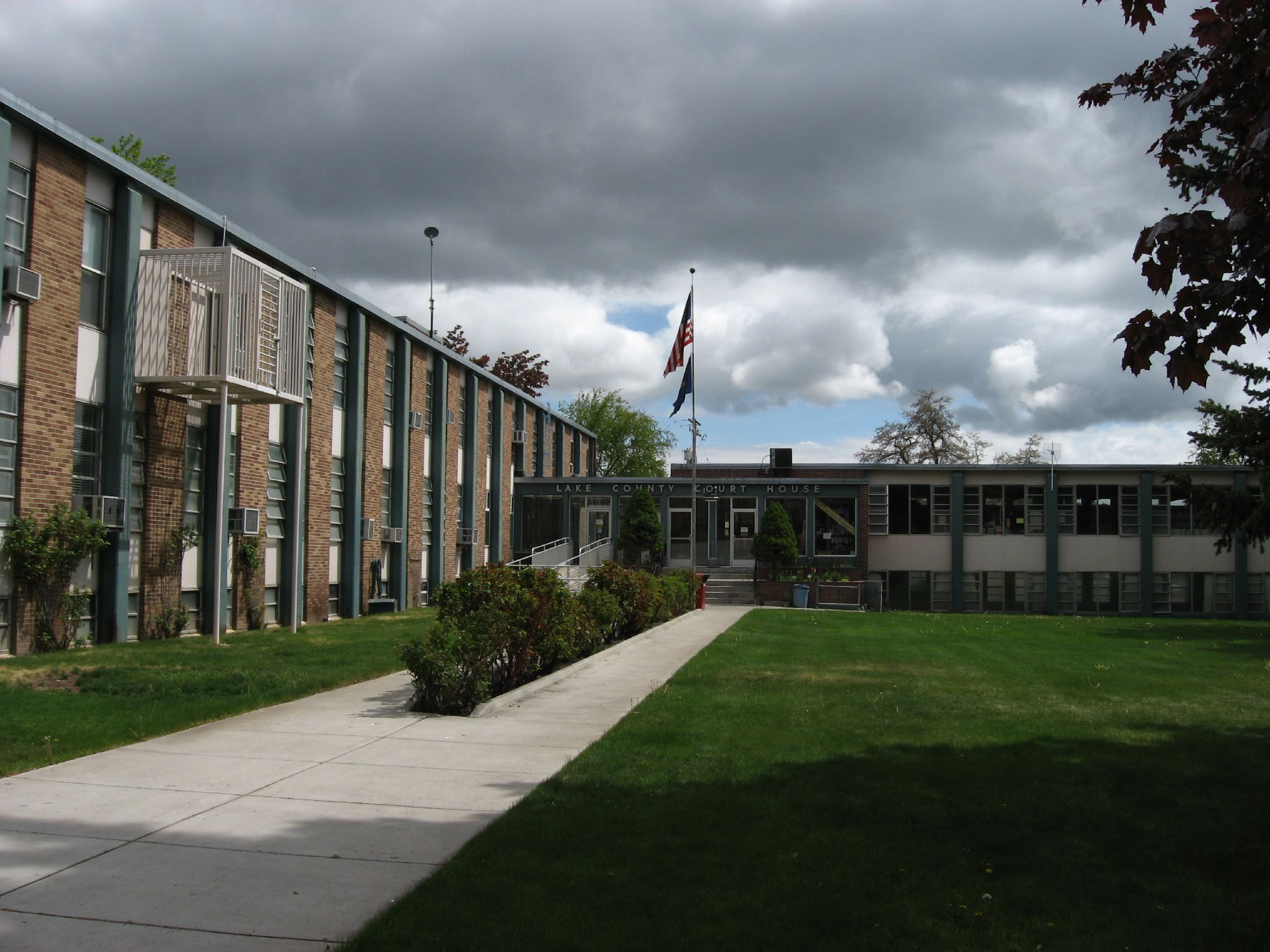
位於拉克夫由的萊克縣法院

| 调查年  | 人口  | 备注 | %±       |
| ------- | ----- | ---- | -------- |
| 1880    | 27    |      | —        |
| 1890    | 770   |      | 2,751.9% |
| 1900    | 761   |      | −1.2%    |
| 1910    | 1,253 |      | 64.7%    |
| 1920    | 1,139 |      | −9.1%    |
| 1930    | 1,799 |      | 57.9%    |
| 1940    | 2,466 |      | 37.1%    |
| 1950    | 2,831 |      | 14.8%    |
| 1960    | 3,260 |      | 15.2%    |
| 1970    | 2,705 |      | −17.0%   |
| 1980    | 2,770 |      | 2.4%     |
| 1990    | 2,526 |      | −8.8%    |
| 2000    | 2,474 |      | −2.1%    |
| 2010    | 2,294 |      | −7.3%    |
| source: |       |      |          |

### 2010年
根據2010年人口普查，拉克夫由擁有2,294居民、1,034住戶和632家庭。其人口密度為每平方英里2,166.2居民（每平方公里836.4居民）。本城擁有1,212間房屋单位，其密度為每平方英里520.2間（每平方公里200.9間）。而人口是由91.3%白人、1.6%土著、0.8%亞洲人、0.1%太平洋岛民、2.9%其他種族和3.4%混血构成。而西班牙裔或拉丁美洲人佔了人口7.8%。
在1,034住户中，有27.5%擁有一個或以上的兒童（18歲以下）、47.7%為夫妻、13.5%為單親家庭、38.9%為非家庭、35.4%為獨居、15.6%住戶有同居長者。平均每戶有2.18人，而平均每個家庭則有2.78人。在2,294居民中，有21.8%為18歲以下、6.6%為18至24歲、23%為25至44歲、28.3%為45至64歲以及20.2%為65歲以上。人口的年齡中位數為43.9歲，女子對男子的性別比為100：97.2。

### 2000年
根據2000年人口普查，拉克夫由擁有2,474居民、1,037住戶和695家庭。其人口密度為每平方英里1,582.7居民（每平方公里612.3居民）。本城擁有1,220間房屋单位，其密度為每平方英里780.5間（每平方公里302間）。而人口是由91.47%白人、0.04%黑人、2.47%土著、0.93%亞洲人、0.16%太平洋岛民、3.07%其他種族和1.86%混血构成。而西班牙裔或拉丁美洲人佔了人口5.86%。
在1,037住户中，有29.1%擁有一個或以上的兒童（18歲以下）、53.3%為夫妻、9.7%為單親家庭、32.9%為非家庭、30.2%為獨居、13.5%住戶有同居長者。平均每戶有2.34人，而平均每個家庭則有2.85人。在2,474居民中，有25.4%為18歲以下、5%為18至24歲、24.1%為25至44歲、25.9%為45至64歲以及19.6%為65歲以上。人口的年齡中位數為43歲，女子對男子的性別比為100：94.2。成年人的性別比則為100：89.8。
本城的住戶收入中位數為$30,960，而家庭收入中位數則為$38,953。男性的收入中位數為$31,958 ，而女性的收入中位數則為$22,198 ，人均收入為$15,649。約14.3%家庭和15.3%人口在貧窮線以下，包括20.1%兒童（18歲以下）及13.3%長者（65歲以上）。